# Nicolas Duvauchelle

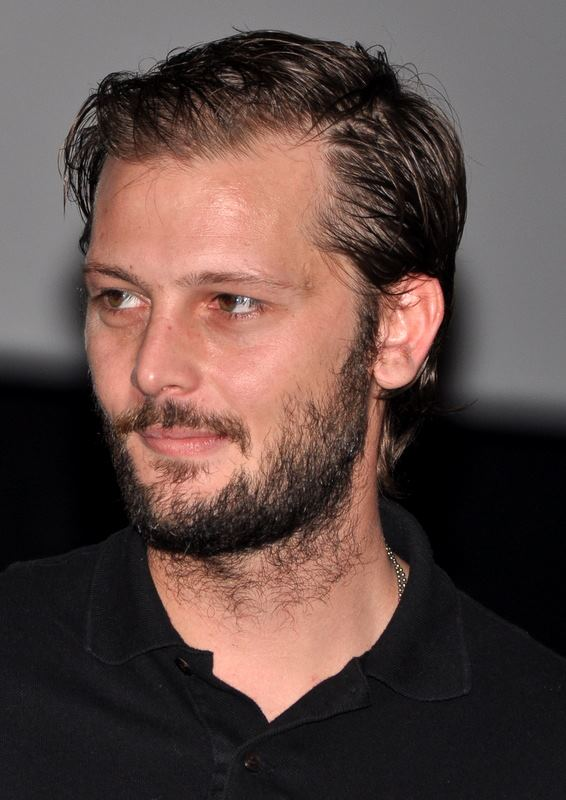
Nicolas Duvauchelle (2012)

Nicolas Duvauchelle (* 27. März 1980 in Paris) ist ein französischer Schauspieler und Fotomodell.

## Biografie

### Entdeckung und erste Filmrollen
Nicolas Duvauchelle wurde 1980 in Paris geboren. Duvauchelle hatte ursprünglich geplant, mit einem Studium beruflich in der Pharmaindustrie Fuß zu fassen, bis er in einem Boxclub in Paris entdeckt wurde. Der charismatische Schauspieler mit den ebenmäßigen Gesichtszügen, der rauen Stimme und dem fast vollständig tätowierten rechten Arm besuchte daraufhin einige Vorsprechen. Im Jahr 1999 wurde der Regisseur Erick Zonca auf ihn aufmerksam und gab ihm die Hauptrolle in seinem Film Der kleine Dieb. In dem Drama spielt Duvauchelle den jungen Esse, einen Mann vom Land, der in die Stadt zieht, um einen Job zu finden, jedoch als Dieb in die Kriminalität abdriftet. Es folgte die Zusammenarbeit mit der Regisseurin Claire Denis, die Duvauchelle in zwei ihrer Filme einsetzte. Während er in dem preisgekrönten Drama Der Fremdenlegionär noch in einer Nebenrolle agierte, folgte 2001 ein größerer Part in Denis’ kontrovers diskutiertem Thriller Trouble Every Day, in dem er das Objekt der Begierde von Béatrice Dalle verkörperte.

### Erfolg mitEs brennt in mir
Duvauchelle, ein Bewunderer des japanischen Regisseurs Takeshi Kitano, spielte nachfolgend in Filmen in dem vor allem seine körperliche Ausdauer im Mittelpunkt stand, so etwa die Hauptrolle des Snowboarders Gaspard in Olias Barcos Sportler-Drama Snowboarder oder die des selbstzerstörerischen Antoine, der den Erfolg als Boxer sucht, in Jean-Pierre Améris’ Poids léger (2004). Vor Poids léger agierte er 2003 in Xavier Giannolis Film Es brennt in mir, der ihm in Frankreich den Durchbruch als Schauspieler bescherte. In dem Drama, das auf einem Roman von Christian de Montella basiert, mimt Duvauchelle den Jurastudenten Paul, der sich in eine Dreiecksbeziehung mit seiner krebskranken Freundin Charlotte (gespielt von Laura Smet) und deren Cousine einlässt. Die Kritik lobte sein Spiel und Duvauchelle wurde 2004 als Bester Nachwuchsdarsteller für den César nominiert, dem wichtigsten französischen Filmpreis.

### Image als Rebell

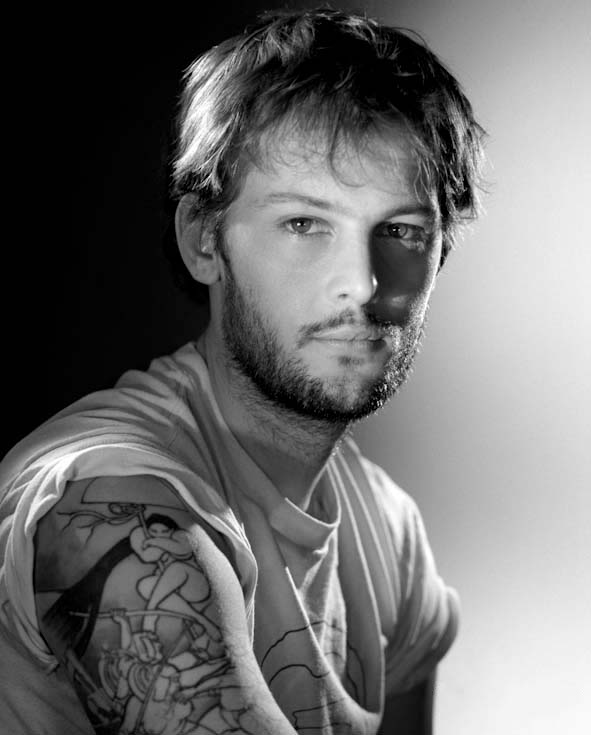
Duvauchelle im Jahr 2006

Mittlerweile zählte der Fan des französischen Fußballklubs Paris Saint-Germain zu den talentiertesten Nachwuchsschauspielern Frankreichs. Aufgrund seiner Rollenauswahl und seiner aufsässigen Art konnte sich Duvauchelle als junger Rebell im französischen Kino etablieren, was nicht zuletzt Werbekampagnen mit ihm von Levi Strauss & Co. und Hugo Boss unterstützten. Im Jahr 2005 arbeitete der Schauspieler erneut mit Xavier Giannoli an dessen Romantikfilm Une aventure zusammen, in dem Ludivine Sagnier seine Filmpartnerin war. Im gleichen Jahr folgte Bruno Chiches Hell an der Seite von Sara Forestier, eine Kinoadaption des populären Romans von Lolita Pille, sowie der Film Les poils du pinceau. Im Jahr 2006 spielte Nicolas Duvauchelle neben Jean-Baptiste Maunier die Hauptrolle in dem Drama Le grand Meaulnes, einer Verfilmung von Alain-Fourniers einzigem Roman Der große Meaulnes. Zwei Jahre später sah man ihn in Alain Courneaus Kriminalfilm Le deuxième souffle (2007), einer Wiederverfilmung von Jean-Pierre Melvilles Der zweite Atem (1966), an der Seite von Daniel Auteuil und Monica Bellucci, während er im selben Jahr in Philippe Haïms Thriller Secret défense die Rolle eines Drogendealers übernahm, der fälschlicherweise terroristischer Verbindungen verdächtigt wird.
Im Jahr 2009 erschien Duvauchelle in Olivier Marchals erfolgreicher Fernsehserie Braquo, in der er gemeinsam mit Jean-Hugues Anglade einen Kriminalpolizisten darstellt, die beschließen, die ungerechte Verurteilung und den Selbstmord ihres Vorgesetzten zu rächen. Im selben Jahr verkörperte er in Claire Denis’ preisgekröntem Afrika-Drama White Material den Sohn von Isabelle Huppert, der dem Wahnsinn verfällt. 2012 brachte ihm seine Darstellung des streitfreudigen Polizisten Mathieu in Maïwenns Poliezei eine weitere César-Nominierung ein. Der Film stellt den Alltag der Jugendschutzpolizei in Paris dar.
2022 spielte er an der Seite von Niels Arestrup eine der beiden Hauptrollen in der Krimi-Serie Die schwarzen Schmetterlinge.
Nicolas Duvauchelle war mit der Schauspielkollegin Ludivine Sagnier liiert, die er 2002 bei den Dreharbeiten zum Kurzfilm Les frères Hélias kennengelernt hatte. Aus der Verbindung ging eine Tochter (* 2005) hervor. Im Jahr 2012 bekam er eine weitere Tochter mit Laura Isaaz.

## Filmografie
- 1999: Der kleine Dieb (Le petit voleur)
- 1999: Der Fremdenlegionär (Beau travail)
- 2000: Du poil sous les roses
- 2001: Ligne 208
- 2001: Trouble Every Day
- 2002: Les frères Hélias (Kurzfilm)
- 2003: Snowboarder
- 2003: Es brennt in mir (Les corps impatients)
- 2004: Hier und jetzt (À tout de suite)
- 2004: Poids léger
- 2005: Ich darf nicht schlafen (Une aventure)
- 2005: Hell
- 2006: Fromme Lüge (Avril)
- 2006: Le grand Meaulnes
- 2007: À l’intérieur
- 2007: Le deuxième souffle
- 2008: Rekruten des Todes (Secret défense)
- 2008: Rien dans les poches (TV)
- 2009: La fille du RER
- 2009: Vorsicht Sehnsucht (Les herbes folles)
- 2009: White Material
- 2009–2015: Braquo (Fernsehserie, zwei Staffeln)
- 2010: Ein Sommer auf der Seine (La blonde aux seins nus)
- 2010: Quartett D’Amour – Liebe, wen du willst (Happy Few)
- 2011: Stretch
- 2011: Who Killed Marilyn? (Poupoupidou) (Stimme)
- 2011: Les yeux de sa mère
- 2011: La fille du puisatier
- 2011: Poliezei (Polisse)
- 2012: Sag, dass du mich liebst (Parlez-moi de vous)
- 2012: Mariage à Mendoza
- 2012: Comme des frères
- 2013: Für eine Frau (Pour une femme)
- 2014: Maintenant ou jamais
- 2014: Bodybuilder
- 2015: Le combat ordinaire
- 2015: Je ne suis pas un salaud
- 2015: The Endless River
- 2015: Malaterra (Fernsehserie)
- 2016: Rastlos, Renée (Orpheline)
- 2016: Dalida
- 2017: Meine schöne innere Sonne (Un beau soleil intérieur)
- 2017: Hochzeit ohne Plan (Jour J)
- 2019: Ich verkaufe deine Heimat (La forêt d’argent)
- 2020: Eine Meerjungfrau in Paris (Une sirène à Paris)
- 2021: Kein Lebenszeichen (Fernsehserie, Disparu à jamais)
- 2022: Die schwarzen Schmetterlinge (Fernsehserie, arte)
- 2023: Pax Massilia – Blood Coast (Fernsehserie, Netflix)
- 2023: Summer Frost (Un hiver en été)
- 2024: Brûle le sang
- 2025: Verirrte Kugel 3 (Balle perdue 3)

## Auszeichnungen
- 2004: César-Nominierung als Bester Nachwuchsdarsteller für Es brennt in mir
- 2012: César-Nominierung als Bester Nebendarsteller für Poliezei
- 2017: César-Nominierung als Bester Hauptdarsteller für Je ne suis pas un salaud